# Sault Ste. Marie (Míchigan)
Sault Ste. Marie es una ciudad ubicada en el condado de Chippewa en el estado estadounidense de Míchigan, cerca de la frontera con Canadá. En el Censo de 2010 tenía una población de 14 144 habitantes y una densidad poblacional de 270,86 personas por kilómetro cuadrado.

## Geografía
Según la Oficina del Censo de los Estados Unidos, Sault Ste. Marie tiene una superficie total de 52.22 km², de la cual 38.26 km² corresponden a tierra firme y (26.72 %) 13.95 km² es agua.

## Demografía
Según el censo de 2010, había 14144 personas residiendo en Sault Ste. Marie. La densidad de población era de 270,86 hab./km². De los 14144 habitantes, Sault Ste. Marie estaba compuesto por el 74.77 % blancos, el 0.7 % eran afroamericanos, el 17.72 % eran amerindios, el 0.92 % eran asiáticos, el 0.09 % eran isleños del Pacífico, el 0.25 % eran de otras etnias y el 5.54 % pertenecían a dos o más etnias. Del total de la población el 1.53 % eran hispanos o latinos de cualquier raza.